# Ergodischer Fluss
Ergodische Flüsse sind ein Begriff aus der Theorie dynamischer Systeme. Anschaulich bedeutet Ergodizität eines Flusses, dass fast alle Punkte zu einer einzigen Flusslinie gehören.

## Definition
Es sei {\displaystyle \mu } ein Wahrscheinlichkeitsmaß auf einem Wahrscheinlichkeitsraum {\displaystyle \Omega } und
{\displaystyle \phi \colon \Omega \times \mathbb {R} \to \Omega } ein Fluss, der das Maß {\displaystyle \mu } erhält, d. h. für alle {\displaystyle t\in \mathbb {R} } und alle messbaren Mengen {\displaystyle A\subset \Omega } gelte {\displaystyle \mu (\phi _{t}(A))=\mu (A)}, wobei {\displaystyle \phi _{t}(A)=\left\{\phi (x,t)\colon x\in A\right\}}. 
Dann heißt {\displaystyle \phi } ein ergodischer Fluss, wenn für jede {\displaystyle \phi }-invariante Menge {\displaystyle A\subset \Omega } gilt:
{\displaystyle \mu (A)=0} oder {\displaystyle \mu (A)=1}.
(Eine Menge {\displaystyle A} heißt {\displaystyle \phi }-invariant, wenn {\displaystyle \phi _{t}(A)=A} für alle {\displaystyle t\in \mathbb {R} } gilt.)
Eine äquivalente Definition besagt, dass {\displaystyle \phi } genau dann ergodisch ist, wenn die einzigen {\displaystyle \phi }-invarianten Funktionen {\displaystyle f\in L^{1}(\Omega ,\mu )} die konstanten Funktionen sind. (Eine Funktion heißt {\displaystyle \phi }-invariant, wenn für alle {\displaystyle t\in \mathbb {R} } für {\displaystyle \mu }-fast alle {\displaystyle x\in \Omega } die Gleichung {\displaystyle f(\phi (x,t))=f(x)} gilt.)

## Eigenschaften
- Weil alle Orbits

{\displaystyle \left\{\phi (x,t),t\in \mathbb {R} \right\}}
(mit {\displaystyle x\in \Omega }) {\displaystyle \phi }-invariant sind, muss insbesondere genau ein Orbit Maß 1 und alle anderen Orbits Maß 0 haben. Insbesondere definiert ein ergodischer Fluss eine ergodische Wirkung der Gruppe der reellen Zahlen {\displaystyle \mathbb {R} }.
- Für ergodische Flüsse gilt der Ergodensatz:

{\displaystyle \lim _{T\to \infty }{\frac {1}{T}}\int _{0}^{T}f(\phi (x,t))dt=\int _{\Omega }fd\mu }
für {\displaystyle \mu }-fast alle {\displaystyle x\in \Omega } und jede Funktion {\displaystyle f\in L^{1}(\Omega ,\mu )}.

## Beispiele
- Der geodätische Fluss einer kompakten Riemannschen Mannigfaltigkeit negativer Schnittkrümmung ist ergodisch.
- Der horozyklische Fluss einer kompakten hyperbolischen Fläche ist ergodisch.